# قيسا
قيسا، (بالإنجليزية: Al-Qisa)، قرية في ناحية النشابية في منطقة دوما في محافظة ريف دمشق. بلغ عدد سكانها 6500 نسمة عام2025.
تقع شمال حران العواميد، وترتفع عن سطح البحر 607 م. تحيط بها القرى والبلدات التالية: الزمانية - دير سلمان - الأحمدية والعبادة والعتيبة.
قرية القيسا قرية آمنة مطمئنة يمر منها فروع من نهر بردى.
كان معظم سكان القيسا قديما فلاحين، أما الآن فنظرا لقلة الماء معظم أهالي القيسا عمال وبائعين وتجار وأصحاب مصالح مختلفة وقليل منهم جامعيون. معظم أهلها يعملون في دمشق وضواحيها إما في سوق الهال الدمشقي أو في معامل الرخام أو الألمنيوم وقليل منهم يزرعون في هذا الوقت.
استقبل أهالي قرية القيسا النازحين من أهل حمص ودوما وحران العواميد وقرية العبادة وأسكنوهم في منازلهم.